# Pili et Mili
Pili et Mili (espagnol : Pili y Mili) est un duo comique composé des jumelles Pilar Bayona et Aurora Bayona Sarriá (es), nées le 10 février 1947 à Saragosse, Aragon, Espagne,,,,. Elles sont devenues célèbres au début des années 1960, en devenant l'un des plus grands duos vedettes d' « enfants prodiges chantants » qui connaissait un véritable essor à l'époque. Leurs films étaient des comédies musicales basées sur la même formule des jumelles interchangeables (échange d'identité).
Les jumelles étaient très populaires en Espagne, en Argentine, au Mexique et en Italie, mais leur carrière a été courte, puisqu'elle n'a duré que de 1963 à 1970. Lorsque la formule du succès a cessé de fonctionner, le duo s'est dissous. Mili a pris sa retraite à l'âge de 22 ans, mais Pili a poursuivi sa carrière dans le monde du spectacle.

## Filmographie

### Actrices de cinéma
- 1963 : Como dos gotas de agua, de Luis César Amadori
- 1964 : Dos chicas locas, locas (es), de Pedro Lazaga
- 1965 : Whisky et Vodka (Whisky y vodka), de Fernando Palacios
- 1965 : Pas de pitié pour Ringo (Dos pistolas gemelas) de Rafael Romero Marchent
- 1967 : Un fiancé pour deux sœurs (es) (Un novio para dos hermanas), de Luis César Amadori
- 1968 : Vestidas y alborotadas (es) (Dos gemelas estupendas) de Miguel Morayta Martínez
- 1968 : Agáchate, que disparan de Manuel Esteba
- 1970 : La princesa hippie (es) (Princesa y vagabunda) de Miguel Morayta Martínez